# Podlesie (gmina Solec-Zdrój)
Podlesie – zniesiona nazwa wsi w Polsce, położona w województwie świętokrzyskim, w powiecie buskim, w gminie Solec-Zdrój.
W latach 1975–1998 miejscowość administracyjnie należała do województwa kieleckiego.
Nazwa miejscowości została zniesiona z 2022 r.